# Ceroxyleae
Ceroxyleae es una tribu de plantas de flores perteneciente a la subfamilia Ceroxyloideae dentro de la familia Arecaceae. Tiene los siguientes géneros.

## Géneros
- Ceroxylon - Juania - Oraniopsis - Ravenea